# Isabelle Krumacker
Isabelle Krumacker, née le 19 janvier 1955 ou le 1er janvier 1956, est une Française élue Miss Lorraine 1972, puis Miss France 1973. Elle est la 43e Miss France.
Elle a été ensuite demi-finaliste à Miss International 1975 (classée dans le Top 15).

## Biographie

### Enfance et études
Isabelle Krumacker est originaire de Troisfontaines en Moselle. Son père est boulanger d'origine mosellane et sa mère est originaire d'Ukraine.
Alors qu'elle suit des cours d'hôtesse par correspondance, elle est élue Miss Lorraine en 1972.

### Miss France

#### Élection[1]
Elle est élue Miss France à 17 ans, à l'Hôtel Méridien-Étoile, à Paris fin 1972.

#### Concours et représentations
Elle est invitée à l'Hôtel de Matignon par le Premier ministre Pierre Messmer, originaire de la même région qu'elle.
Elle représente la France au concours Miss Univers le 21 juillet 1973 à Athènes puis le 23 novembre au Royal Albert Hall à Londres. Elle n'est pas classée lors des deux élections.
Durant son année de Miss France, elle est invitée aux États-Unis pour l'élection de Miss Bicentenaire à la Nouvelle-Orléans, puis par la communauté ukrainienne du Canada.

### L'après Miss France
Alors qu'elle n'est plus la Miss France en titre, elle représente la France au concours Miss International à Motobu au Japon en 1975. Elle est demi-finaliste au terme de l'élection (classée dans le Top 15).
Le 16 décembre 1995, elle est membre du jury de l'élection de Miss France 1996 se déroulant au Congès du grand Palais de Lille est retransmise en direct sur TF1 (10e élection diffusée à la télévision mais 1re fois sur TF1).
Elle témoigne dans le documentaire Miss France, la soirée d'une vie sur TF1, diffusé après l'élection de Miss France 2012.
Elle retourne habiter dans son village de Troisfontaines à la fin des années 2000.
Le 19 décembre 2020, elle est présente lors de l'élection de Miss France 2021, composé d'anciennes Miss France et présidé par Iris Mittenaere, Miss France et Miss Univers 2016. L'élection se déroule au Puy du Fou et est retransmise en direct sur TF1.